# Harald Standl
Harald Standl (* 2. Januar 1959 in Selb; † 10. Mai 2015 in Bayreuth) war ein deutscher Geograph sowie Gymnasial- und Hochschullehrer.

## Leben
Nach der Schulzeit von 1966 bis 1979 studierte Standl zwischen 1979 und 1987 an der Universität Erlangen-Nürnberg Geographie, Germanistik und Geschichte im Bereich Lehramt für Gymnasien. Nach seinem Magister und Erstem Staatsexamen begann Standl 1987 eine Anstellung als Wissenschaftlicher Mitarbeiter am Lehrstuhl für Kulturgeographie der Universität Bamberg.
1992 folgte die Promotion zum Thema Der Industrieraum Istanbul. Genese der Standortprobleme des verarbeitenden Gewerbes in der türkischen Wirtschaftsmetropole an der Uni Bamberg.
Nach dem Fall des Eisernen Vorhangs befasste sich Standl vor allem mit dem Baltikum, über dessen Post-sozialistischem Wandel im innerstädtischen Einzelhandel er 2000 habilitierte.
Neben der Gentrifizierung (z. B. Vilnius Stadtteil Užupis) sowie der Tourismusgeographie befasste er sich mit den Wohnungsmarktproblemen im ländlichen Raum, vor allem der "Schrumpfungsregion" Nordostbayern. Außerdem hatte er bis 2007 den Lehrstuhl für Regionale Wirtschaftsgeographie bzw. Angewandte Anthropogeographie an der Universität Paderborn inne. Nach Schließung des Instituts 2008 erwarb er sein zweites Staatsexamen und war von 2009 bis zu seinem Tod Lehrer am Graf-Münster-Gymnasium Bayreuth.
Standl war Gründungsmitglied des „Instituts für Entwicklungsforschung im ländlichen Raum Ober- und Mittelfrankens (e.V.)“, einer praxisorientierten Regionalforschungseinrichtung.

## Schriften (Auswahl)
- Der Industrieraum Istanbul. Genese der Standortstrukturen und aktuelle Standortprobleme des verarbeitenden Gewerbes in der türkischen Wirtschaftsmetropole. Bamberger Geographische Schriften 14. Bamberg (1994)
- Der post-sozialistische Transformationsprozeß im großstädtischen Einzelhandel Ostmittel- und Osteuropas : Der Versuch einer Typenbildung zum jüngsten Wandel der Innenstadtstrukturen sowie einer modellhaften Darstellung der sie beeinflussenden Determinanten. Europa regional / 6 (1998), S. 2–15
- STANDL, H. &  D. KRUPICKAITĖ (2004): Gentrification in Vilnius (Lithuania) – the example of Užupis. In: Europa Regional 12 (1), 42–51. (= IGU-Special Issue)
- Wohnungsmarktprobleme im ländlichen Raum Westdeutschlands : das Beispiel der Schrumpfungsregion NO-Bayern. In: Berichte zur deutschen Landeskunde / 80 (2006) 3., 295–314
- Das Baltikum – ein kleiner landeskundlicher Überblick. In: Ost-West. Europäische Perspektiven 7 (2006), H. 1, S. 3–8